# 比多斯
比多斯（法語：Bidos，法語發音：[bidɔs]）是法国大西洋比利牛斯省的一个市镇，属于奥洛龙-圣玛丽区。

## 地理
比多斯（43°10'42"N, 0°36'21"W）面积1.36 平方千米，位于法国新阿基坦大区大西洋比利牛斯省，该省份为法国东南部省份，涵盖了贝阿恩与北巴斯克，西临大西洋比斯開灣，北至朗德省，东北接热尔省，东临上比利牛斯省，南与西班牙接壤。
与比多斯接壤的市镇（或旧市镇、城区）包括：阿尼奥斯、居尔芒松、奥洛龙-圣玛丽。
比多斯的时区为UTC+01:00、UTC+02:00（夏令时）。

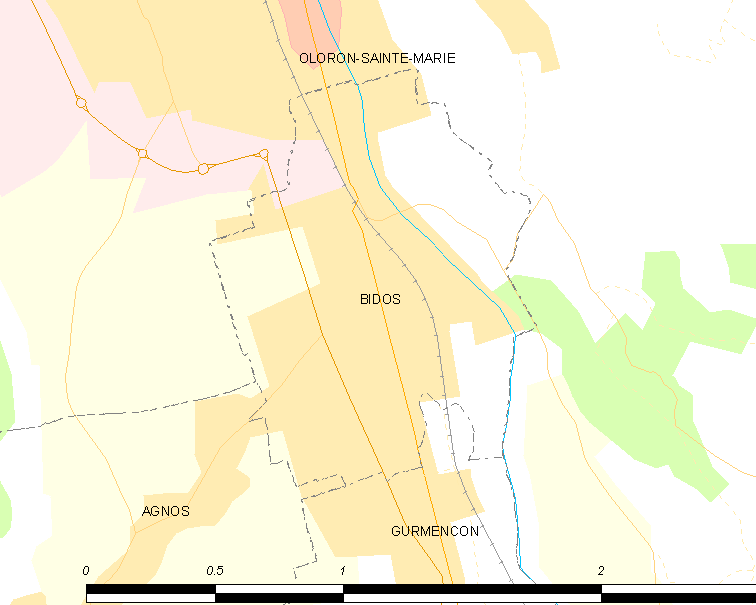
比多斯的OSM定位图

## 行政
比多斯的邮政编码为64400，INSEE市镇编码为64126。

## 政治
比多斯所属的省级选区为奥洛龙-圣玛丽第一县。

## 人口

1962-2008年间比多斯人口变化图示

比多斯于2022年1月1日时的人口数量为1109人。